# Fuengirola Potros 2017
Questa voce raccoglie le informazioni riguardanti i Fuengirola Potros nelle competizioni ufficiali della stagione 2017.

## XVI Liga Andaluza de Futbol Americano

### Stagione regolare
| Fuengirola 11 dicembre 2016, ore 13:00 | Fuengirola Potros | 58 – 0 referto | Sevilla Linces | Estadio de Suel |

| Cordova 15 gennaio 2017, ore 11:30 | Córdoba Golden Bulls | 0 – 79 referto | Fuengirola Potros | I.M.D. Margaritas |

| Fuengirola 5 febbraio 2017, ore 13:00 | Fuengirola Potros | 54 – 20 referto | Granada Lions | Estadio de Suel |

| Palomares del Río 25 febbraio 2017, ore 12:00 | Aljarafe Blue Devils | 12 – 36 referto | Fuengirola Potros | Polideportivo |

| Fuengirola 12 marzo 2017, ore 13:00 | Fuengirola Potros | 28 – 13 referto | Almería Barbarians | Estadio de Suel |

| Santiponce 2 aprile 2017, ore 14:00 | Sevilla Linces | 0 – 54 referto | Fuengirola Potros | Estadio Juan Muñoz Romero |

### Playoff
| Fuengirola 29 aprile 2017, ore 18:30 | Fuengirola Potros | 74 – 0 referto | Aljarafe Blue Devils | Estadio de Suel |

| Fuengirola 13 maggio 2017, ore 18:00 | Fuengirola Potros | 52 – 23 referto | Granada Lions | Estadio de Suel |

## Statistiche di squadra
| Competizione      | %Vittorie | In casa | In casa | In casa | In casa | In casa | In casa | In trasferta | In trasferta | In trasferta | In trasferta | In trasferta | In trasferta | Totale | Totale | Totale | Totale | Totale | Totale |
| Competizione      | %Vittorie | G       | V       | N       | P       | Pf      | Ps      | G            | V            | N            | P            | Pf           | Ps           | G      | V      | N      | P      | Pf     | Ps     |
| ----------------- | --------- | ------- | ------- | ------- | ------- | ------- | ------- | ------------ | ------------ | ------------ | ------------ | ------------ | ------------ | ------ | ------ | ------ | ------ | ------ | ------ |
| Stagione regolare | 1.000     | 3       | 3       | 0       | 0       | 140     | 33      | 3            | 3            | 0            | 0            | 169          | 12           | 6      | 6      | 0      | 0      | 309    | 45     |
| Playoff           | 1.000     | 2       | 2       | 0       | 0       | 126     | 23      | 0            | 0            | 0            | 0            | 0            | 0            | 2      | 2      | 0      | 0      | 126    | 23     |
| Totale            | 1.000     | 5       | 5       | 0       | 0       | 266     | 56      | 3            | 3            | 0            | 0            | 169          | 12           | 8      | 8      | 0      | 0      | 435    | 68     |